# Război chimic
Războiul chimic implică utilizarea proprietăților toxice ale substanțelor chimice ca arme. Tipul războiului este distinct de războiul nuclear sau cel biologic. Toate cele trei forme de război reprezintă arme de distrugere în masă.

## Vezi și
- Război biologic